# St. Otto (Pasewalk)

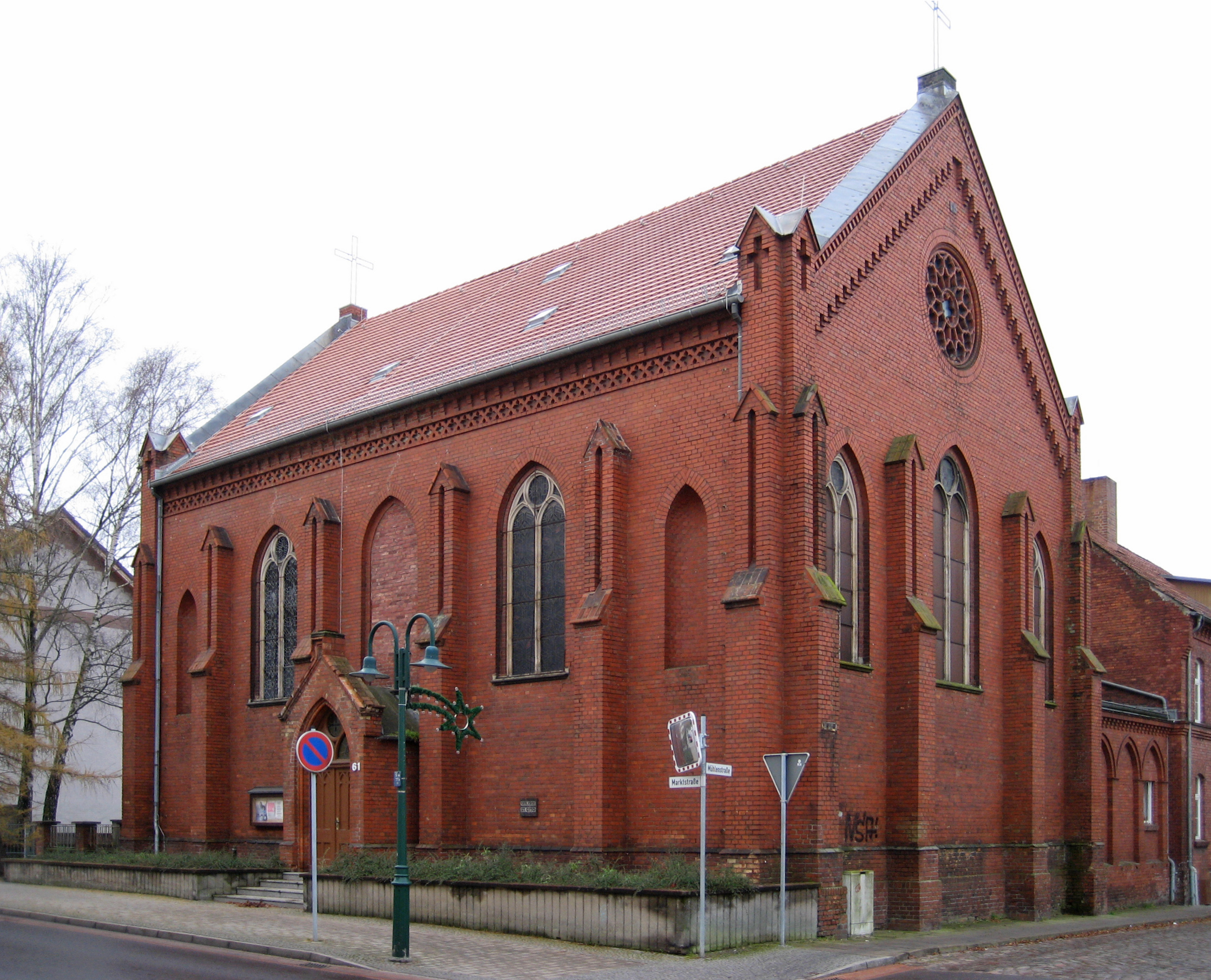
Die St.-Otto-Kirche im Jahr 2008

Die katholische Kirche St. Otto in Pasewalk ist eine neugotische Hallenkirche aus Backstein aus dem 19. Jahrhundert. Die Pfarrkirche gehört zum Dekanat Vorpommern des Erzbistums Berlin.

## Geschichte
Im 19. Jahrhundert lebten in der Region um Pasewalk bedingt durch die Reformation nur noch wenige Katholiken. Dies änderte sich sukzessive durch den Bau des Telegrafenamtes und den Bau der Eisenbahn. Die Seelsorge übernahm zunächst ein Pfarrer aus Hoppenwalde, das heute ein Ortsteil von Eggesin ist. Von 1857 bis 1858 fand ein Laienunterricht auf Initiative einer Beamtenfamilie in Pasewalk statt, der auch einen Gottesdienst in der Nordkapelle der Marienkirche umfasste. Am 18. November 1860 übernahm der Missionspriester Wilhelm Kraetzig die Gemeinde. Ein Jahr später erwarb die Kirche eine ehemalige Brauerei in der Marktstraße 8. Die Darre für das Malz baute man zu einer Kapelle, einen Wohnraum als Klassenzimmer um. Zusätzlich entstanden Wohnungen für Lehrer und Geistliche. Am 25. August 1861 fand der erste Gottesdienst statt; wenige Wochen später erhielt man die Erlaubnis, eine katholische Privatschule zu errichten.
1882 begann der Bau der heutigen Kirche. Die Kirchweihe erfolgte am 19. Mai 1885 durch den fürstbischöflichen Delegaten Johannes Maria Assmann aus Berlin. Das Patrozinium erinnert an den heiligen Otto von Bamberg, den „Apostel Pommerns“. In den folgenden Jahren stieg die Anzahl der Gemeindemitglieder an, so dass am 4. Mai 1891 die Missionspfarrei zu einer ordentlichen Pfarrei erhoben wurde. 1913 durchbrach man die Westwand des Gebäudes, um den Altarraum an die noch heute vorhandene Stelle zu verlegen. Zehn Jahre später gestaltete der Malermeister Ruschin den Altarraum farblich aus. 1925 schaffte die Gemeinde das Gemälde Kreuzigungsgruppe an. 1929 erfolgte eine Renovierung der Kirche durch den Kirchenmaler Schutow aus Bingen am Rhein.
Von der Zeit des Nationalsozialismus war auch die Gemeinde betroffen. So wurde am 13. Oktober 1938 die katholische Volksschule aufgelöst; am 14. April 1941 beschlagnahmte die Geheime Staatspolizei die Pfarrbücherei. Im Zusammenhang mit dem Fall Stettin kam es auch am 5. Februar 1943 zu einer Denunziation von Priestern im Dekanat. Der Turm wurde bei einem Luftangriff am 25. April 1945 getroffen; das Fenster über dem Altar wurde komplett zerstört, die übrigen Fenster stark beschädigt. 2008 bis 2011 erfolgte eine Sanierung der Gebäudehülle, ab Oktober 2013 wurde der Innenraum erneuert. Unter anderem sollte die Bankheizung durch eine Konvektionsheizung ergänzt werden. Der Putz im Innenraum war stark durchfeuchtet und sollte ebenfalls erneuert werden.

## Orgel

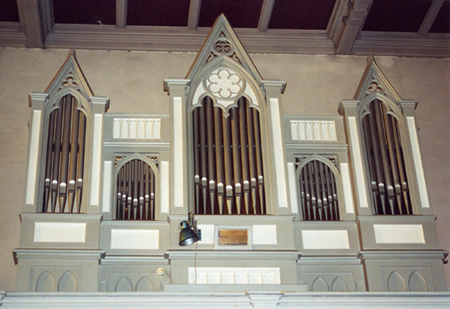
Die Grüneberg-Orgel der Ottokirche

Die Orgel der St.-Otto-Kirche stammt aus der Stettiner Orgelbauwerkstatt Barnim Grüneberg und wurde 1918 von dessen Sohn Felix erbaut. Sie hat 13 Register, die auf zwei Manuale und Pedal verteilt sind. Im Jahr 2001 wurde das Instrument von der Orgelbau- und Restaurierungswerkstatt Rainer Wolter restauriert.